# Les Landes-Genusson
Les Landes-Genusson é uma comuna francesa na região administrativa da Pays de la Loire, no departamento de Vendéia. Estende-se por uma área de 31,33 km². Em 2010 a comuna tinha 2 449 habitantes (densidade: 78,2 hab./km²).